# Myrmarachne bamakoi
Myrmarachne bamakoi är en spindelart som beskrevs av Berland, Millot 1941. Myrmarachne bamakoi ingår i släktet Myrmarachne och familjen hoppspindlar. Inga underarter finns listade i Catalogue of Life.